# Lista de pinturas de Miguel Lupi

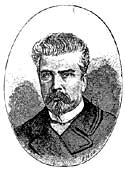
Autorretrato, por
Miguel Lupi

Esta é uma lista de pinturas de Miguel Lupi, lista não exaustiva das pinturas de Miguel Ângelo Lupi, mas tão só das que como tal estão registadas na Wikidata.
A lista está ordenada pela data de criação de cada pintura. Existem várias pinturas para as quais não foi ainda registada a data precisa de criação aparecendo apenas como tendo sido no Século XIX e surgindo no final da lista. 
Como nas outras listas geradas a partir da Wikidata, os dados cuja designação se encontra em itálico significa que apenas têm ficha na Wikidata, não tendo ainda artigo próprio criado na Wikipédia.
Miguel Lupi, enquanto frequentava a Academia de Belas-Artes, prosseguiu a actividade como funcionário público. Na década de 1850, realizou o Retrato de D. Pedro V, que lhe permitiu candidatar-se com sucesso a uma bolsa estatal para estudar em Roma onde desenvolve a sua perícia com a cópia de obras de Ticiano e Correggio. De regresso a Lisboa passou a leccionar na Academia, a partir de 1864, iniciando uma longa carreira dedicada ao ensino, tendo participado na reformulação na Academia com uma proposta de reforma, em 1879.
Miguel Lupi dedicou-se à pintura histórica que inicia com D. João de Portugal, mas a sua contribuição artística consiste especialmente no retrato da sociedade burguesa da década de 1870 e inícios de 1880, num estilo com gradações tonais de fundos que valorizam e destacam o retratado, como no Retrato de Maria das Dores Martins (mãe do Dr. Sousa Martins) e no Retrato do Duque d’Ávila e Bolama.
Miguel Lupi situa-se no cruzamento de duas gerações, pois embora se integrando na geração romântica aproxima-se da geração naturalista, tendo acedido à pintura realista francesa, em 1867, num período intercalar do estágio em Itália.
| Imagem | Título                                                             | Data           | Retrata                                              | Coleção                                        | Descrito em |
| ------ | ------------------------------------------------------------------ | -------------- | ---------------------------------------------------- | ---------------------------------------------- | ----------- |
|        | Estudo para o retrato da rainha D. Estefânia                       | década de 1850 | Estefânia de Hohenzollern-Sigmaringen                |                                                |             |
|        | Retrato de D. Pedro V                                              | 1860           | Pedro V de Portugal                                  | Palácio Nacional da Ajuda                      |             |
|        | D. João de Portugal                                                | 1863           |                                                      | Museu Nacional de Arte Contemporânea do Chiado |             |
|        | A família                                                          | 1871           |                                                      | Museu do Prado                                 |             |
|        | Retrato do Visconde de Pernes                                      | 1873           | Visconde de Pernes                                   | Museu Nacional de Soares dos Reis              |             |
|        | Retrato da Viscondessa de Pernes                                   | 1873           |                                                      | Museu Nacional de Soares dos Reis              |             |
|        | Retrato da Marquesa de Belas                                       | 1874           |                                                      | Museu Nacional de Arte Contemporânea do Chiado |             |
|        | Mulher sentada                                                     | 1875           |                                                      | Museu Nacional de Belas Artes                  |             |
|        | Retrato da Condessa de Geraz do Lima                               | 1877           |                                                      | Museu Conde de Castro Guimarães                |             |
|        | Aguadeira de Coimbra                                               | 1879           |                                                      | Museu Nacional de Arte Contemporânea do Chiado |             |
|        | Retrato do Duque d’Ávila e Bolama                                  | 1880           | António José de Ávila                                | Museu Nacional de Arte Contemporânea do Chiado |             |
|        | Retrato de Bulhão Pato                                             | 1880           | Raimundo António de Bulhão Pato                      | Museu Nacional de Arte Contemporânea do Chiado |             |
|        | Galanteria                                                         | 1881           |                                                      |                                                |             |
|        | O Marquês de Pombal presidindo ao estudo da reedificação de Lisboa | 1883           | Sebastião José de Carvalho e Melo, marquês de Pombal | Museu de Lisboa                                |             |
|        | Retrato de António Feliciano de Castilho                           | século XIX     | António Feliciano de Castilho                        | Museu Nacional de Arte Contemporânea do Chiado |             |
|        | Retrato de Maria das Dores Sousa Martins                           | século XIX     |                                                      | Museu Nacional de Arte Contemporânea do Chiado |             |
|        | A partida de Vasco da Gama para a Índia                            | século XIX     | Vasco da Gama Manuel I de Portugal                   | Museu Nacional de Arte Contemporânea do Chiado |             |
|        | Retrato de Francisco Joaquim Ferreira do Amaral                    | século XIX     | Francisco Joaquim Ferreira do Amaral                 |                                                |             |
|        | Cabeça de Rapaz                                                    | século XIX     |                                                      | Museu Nacional de Soares dos Reis              |             |
|        | Retrato da Viscondessa de Castilho                                 | século XIX     |                                                      | Museu Nacional de Arte Contemporânea do Chiado |             |
|        | A Aguadeira                                                        | século XIX     | aguadeiro                                            | Casa-Museu Dr. Anastácio Gonçalves             |             |

∑ 21 items.